# István Szöts
István Szőts (Szentgyörgyválya (ahora Valea Sângeorgiului, Călan, Rumanía) 30 de junio de 1912 - Viena, 6 de noviembre de 1998) fue un director de cine húngaro. 
Aunque nació en Rumanía, se trasladó con su padre a Hungría. Allí estudió Bellas artes y Pintura con dos maestros, Aba-Novák Vilmos y Iványi-Grünwald Béla. En 1939, trabajó en Hunnia, donde fue asistente de dirección de Lajos Zilahy.  
Es conocida por su película de 1942 Emberek a havason por el que ganó el premio en la Bienal de Venecia. Aunque aclamado por la crítica, fue desaprobado por el húngaro gobierno de Miklos Horthy y Szőts tuvo problemas para obtener el respaldo de sus proyectos futuros. No serí hasta 1947 cuando fue hizo su segundo film Ének a búzamezökröl.

## Filmografía
- Emberek a havason (1942)
- Ének a búzamezökröl (1947)
- Melyiket a kilenc közül? (1956)

## Premios y distinciones
Festival Internacional de Cine de Venecia
| Año  | Categoría            | Película          | Resultado |
| ---- | -------------------- | ----------------- | --------- |
| 1942 | Premio de la Bienale | Emberek a havason | Ganador   |